# سوزان وولدریج
سوزان وولدریج (به انگلیسی: Susan Wooldridge؛ زادهٔ ۳۱ ژوئیهٔ ۱۹۵۰) بازیگر اهل بریتانیا است. وی برندهٔ جایزه بفتای بهترین بازیگر نقش مکمل زن برای ایفای نقش در فیلم امید و افتخار (۱۹۸۷) شده‌است.